# Une femme douce
Une femme douce is een Franse dramafilm uit 1969 onder regie van Robert Bresson. Het scenario is gebaseerd op de novelle De zachtmoedige (1876) van de Russische auteur Fjodor Dostojevski.

## Verhaal
Een 16-jarig meisje trouwt in een opwelling met een veel oudere man. Zij wil het leven ontdekken, maar hij denkt alleen aan geld verdienen met het pandjeshuis dat ze samen drijven. Wanneer ze van huis wegloopt, wordt haar man dusdanig jaloers dat zij hem eeuwige trouw wil waarborgen. Ze doet dat door zelfmoord te plegen.

## Rolverdeling
| Acteur           | Personage    |
| ---------------- | ------------ |
| Dominique Sanda  | Zij          |
| Guy Frangin      | Luc          |
| Jeanne Lobre     | Anna         |
| Claudine Ollier  | Arts         |
| Jacques Kébadian | Baggerman    |
| Gilles Sandier   | Burgemeester |
| Dorothée Blanck  | Ziekenzuster |